# インタープロトシリーズ

インタープロトシリーズ専用車「kuruma」

インタープロトシリーズは、2013年（平成25年）から富士スピードウェイで開催されているワンメイクレース。通称「IPS」。

## 概要
ル・マン24時間レースで日本人初の総合優勝を果たした元レーシングドライバーで、現在はトムスの監督やフォーミュラトヨタ・レーシングスクール校長を務める関谷正徳が中心になって立ち上げたワンメイクレースシリーズである。
ワンメイクレースでありながら、関口雄飛やロニー・クインタレッリ、黒澤琢弥や安田裕信など、スーパーフォーミュラやSUPER GTなどのトップカテゴリーで活躍しているプロフェッショナルドライバーとジェントルマンドライバーがペアを組み、1台のマシンをシェアしてレースを戦う仕組みを取っている点が大きな特徴となっている。
また、東名スポーツやB-MAX、インギングなどの、国内のトップカテゴリーで活躍しているチームが多数参戦していることや、専用のラウンジの提供など技術的サポートやホスピタリティが充実していることも特徴である。
専用マシンとして開発された「kuruma」は、軽量なボディにパワーを抑えたエンジンを搭載し、さらにABSなどの電子制御デバイスを排除することで、プロフェッショナルドライバーがイコールコンディションで戦うことができるだけでなく、ジェントルマンドライバーがレーシングドライビングスキルの向上を図れることを目的に設計されていることが特徴である。

## KYOJO CUP
本シリーズのサポートレースとして、女性限定で争われる「KYOJO CUP」が併催されている。
マシンはワンメイクで、2024年まではウエストレーシングカーズの「VITA-01」を用いていたが、2025年よりKCモーターグループ（KCMG）のFIA-F4相当のシャシーを用いたマシン「KC-MG01」が使用される。

## レース形式[3]
レース1日目にジェントルマンおよびプロフェッショナルの予選、ジェントルマンの決勝第1レースを、レース2日目にジェントルマン決勝第2レースとプロフェッショナルの決勝レースが行われるのが基本フォーマットである。 

### 予選
レース1日目の午前に実施される。ジェントルマンドライバーの走行が20分間。続けてプロドライバーの走行が15分間で実施される。

### 決勝
レース1日目の午後に、ジェントルマンの第1レースが12周（または30分間）で実施され、グリッドは予選のベストラップ順となる。レース2日目の午前に、ジェントルマンの第2レースが12周（または30分間）で実施され、グリッドは予選のセカンドラップ順となる。レース2日目の午後に、プロドライバーの決勝が8周（または17分）のレースが2戦続けて実施され、第1レースのグリッドは予選順となり、第2レースは第1レースの順位がグリッドとなる。2014年シーズン以前は、ジェントルマンは1日目に10～15周で第1レース（グリッドは予選順）、2日目に12～15周で第2レース（グリッドは第1レースの順位）、プロドライバーは2日目に22週の決勝レースが実施されていた。

## 専用マシン「kuruma」

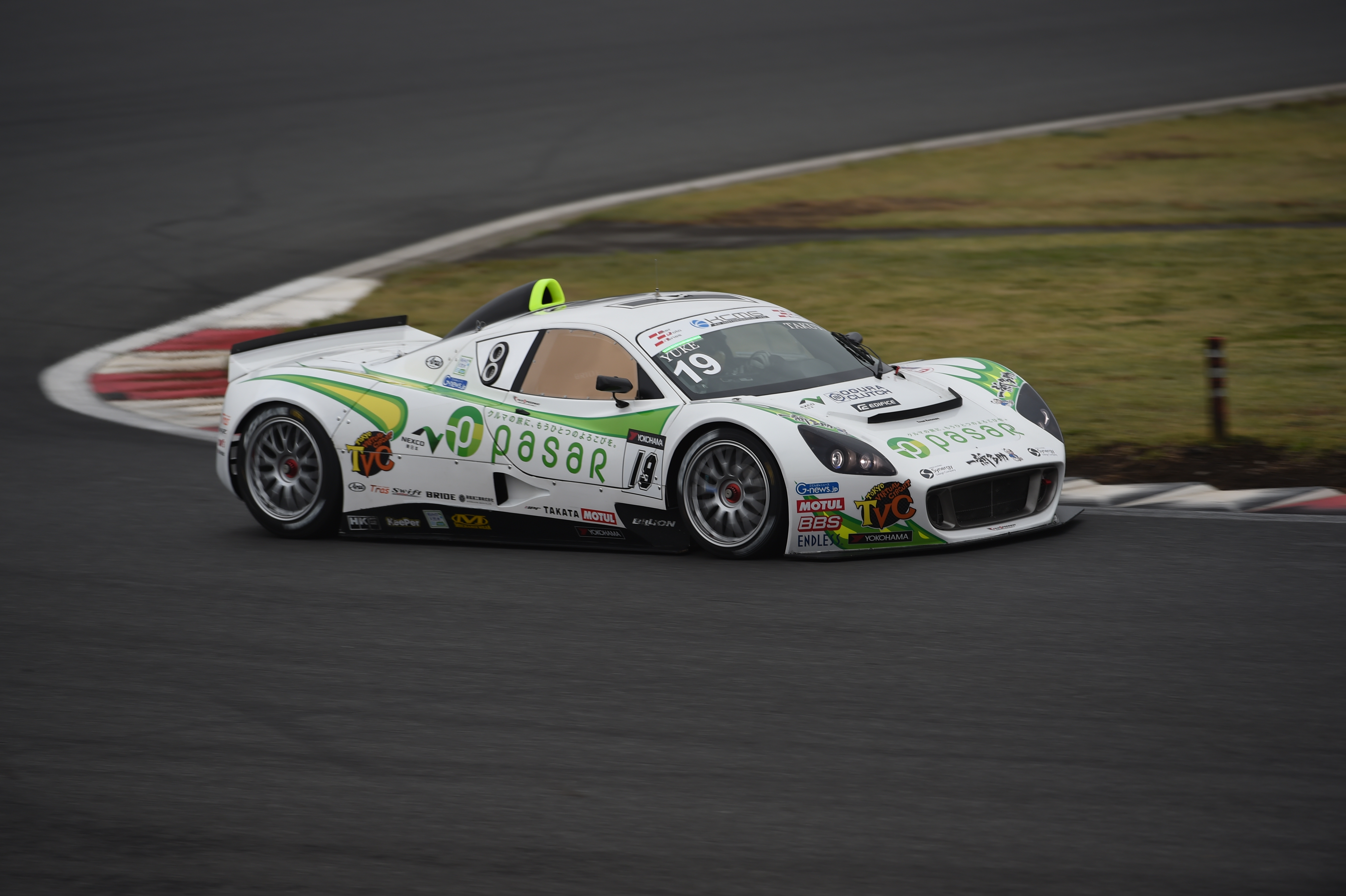
インタープロトシリーズで使用されるワンメイクマシン「kuruma」

MRレイアウトのクーペ型ワンメイクマシンの「kuruma」が参戦可能車両となる。カーボン及びパイプスペースフレームでつくられたシャシーに、グラスファイバー製ボディーカウルを被せた構成となっており、車重は1,100kg程度である。シャシー製造社は未公表だが、富士スピードウェイ周辺のコンストラクターとされる。
エンジンは自然吸気のトヨタ・1GR-FEをトムスがチューニングしたもので、最大出力は340PS/6,400rpmを発生する。トランスミッションはパドルシフトの6速シーケンシャルを採用する。ドライバー育成の観点から、ABSやTCSのような電子制御デバイスは基本的に排除されている。また空力性能を極力抑えることで、接近戦をしやすくしている。坪井翔は「フォーミュラカーのように機敏な動きだがダウンフォースが無い」として、強いて挙げるならFIA-F4に近い運転フィーリングだと語っている。
ジェントルマンドライバーの走行データはデータロガーなどで取得し、そのデータをプロフェッショナルドライバーと比較することで、レーシングドライビングスキルの向上に生かすことができる。
使用パーツの大半は日本国内の製品であり、タイヤも横浜ゴム（ADVAN）のワンメイクとなっている。キットの状態で販売され、マシンの組み立ては御殿場周辺のレーシングガレージが担当する。月3台までの受注生産、約2,200万円での販売となる。
元々は2011年の東京オートサロンで株式会社ブーメランが発表したモックアップ「BRG1」が原型である。2012年3月25日に富士スピードウェイで行われたスーパー耐久開幕戦では、ピットウォークの時間を利用して谷口信輝によるデモランが行われた。また、シリーズ開幕戦直前となる翌2013年のSUPER GT 第2戦の際もカラーリングされた2台の「kuruma」がデモランを披露している。なお同マシンは、本シリーズ以外に2014〜2015年の間スーパー耐久・ST-1クラスにも参戦が認められていた。

## エントリー

### 2013年
| カーＮｏ． | エントラント         | ジェントルマンドライバー          | プロドライバー                         | 備考                     |
| ---------- | -------------------- | --------------------------------- | -------------------------------------- | ------------------------ |
| 2          | BEND                 | 青木三秀                          | 田中哲也                               | （開幕戦のみエントリー） |
| 3          | INGING MOTORSPORT    | 卜部治久 永井宏明（最終戦）       | 横溝直輝                               |                          |
| 4          | RSS                  | AKIRA                             | 平川亮                                 |                          |
| 16         | ララパルーザ         | 渡邉久和                          | 影山正彦 蒲生尚弥（最終戦）            |                          |
| 19         | YUSHIN TEAM A･Q･M F+ | 伊藤良男                          | 平中克幸（開幕戦） 黒澤琢弥（第2戦～） |                          |
| 36         | MYZ                  | 三浦勝（開幕戦） RYUBI（第2戦～） | 井口卓人（開幕戦） 里山勉（第2戦～）   |                          |
| 37         | J-Gear号 COOLSHIRT   | 澤田透                            | 蒲生尚弥（開幕戦） 中山雄一（第2戦～） |                          |
| 50         | B-MAX                | DRAGON                            | 関口雄飛                               | （第2戦からエントリー）  |

### 2014年
| カーＮｏ． | エントラント      | ジェントルマンドライバー                                       | プロドライバー                                                                         | 備考 |
| ---------- | ----------------- | -------------------------------------------------------------- | -------------------------------------------------------------------------------------- | ---- |
| 3          | INGING MOTORSPORT | FLING RAT（開幕戦、最終戦） MOTOR MOUSE（第2、3戦）            | 山野直也                                                                               |      |
| 4          | RSS               | AKIRA                                                          | 平川亮                                                                                 |      |
| 16         | ララパルーザ      | 渡邉久和                                                       | 影山正彦（開幕戦） アンドレア・カルダレッリ（第2戦） ロニー・クインタレッリ（第3戦～） |      |
| 19         | Team Kurosawa     | Yuke Taniguchi                                                 | 黒澤琢弥                                                                               |      |
| 36         | MYZ               | とおる君（開幕戦） 森川誠一（第2戦～）                         | 平中克幸（開幕戦） 里山勉（第2戦～）                                                   |      |
| 37         | TOMEI SPORT       | 畠中修                                                         | 中山雄一                                                                               |      |
| 95         | Team SPOON        | 荒聖治（開幕戦、賞典外） 篠浦文彦（第2戦） 永井宏明（第3戦～） | 荒聖治（開幕戦、第2戦） 佐々木孝太（第3戦～）                                          |      |

### 2015年
2015年シーズンよりジェントルマンドライバーについては、エキスパートクラスとジェントルマンクラスにクラス分けなされた。
| カーＮｏ． | エントラント      | ジェントルマンドライバー                                                                    | プロドライバー                                                             | 備考                                |
| ---------- | ----------------- | ------------------------------------------------------------------------------------------- | -------------------------------------------------------------------------- | ----------------------------------- |
| 3          | INGING MOTORSPORT | FLING RAT (エキスパート)                                                                    | 国本雄資（開幕戦） 石浦宏明（第2～最終戦）                                 |                                     |
| 4          | RSS               | AKIRA (エキスパート)                                                                        | 平川亮                                                                     |                                     |
| 7          | TOMEI SPORT       | とおる君                                                                                    | 山下健太（開幕戦、第2戦、最終戦） 坪井翔（第3～4戦）                       |                                     |
| 16         | TOMEI SPORT       | 渡邊久和                                                                                    | ロニー・クインタレッリ                                                     |                                     |
| 19         | Team Kurosawa     | Yuke Taniguchi (エキスパート)                                                               | 黒澤琢弥                                                                   |                                     |
| 36         | MYZ               | 堀主知ロバート (エキスパート、開幕戦) 里山勉（第2戦） 渡部敏晃（第3～4戦） 田島剛（最終戦） | 土屋武士（開幕戦） 蒲生尚弥（第2戦） 里山勉（第3～4戦） 松田次生（最終戦） |                                     |
| 37         | TOMEI SPORT       | 畠中修 (エキスパート)                                                                       | 中山雄一                                                                   |                                     |
| 50         | B-MAX             | DRAGON (エキスパート)                                                                       | 高星明誠（開幕戦～第2戦） 山田 真之亮（最終戦）                            | 開幕戦、第2戦、最終戦のみエントリー |

### 2016年
| カーＮｏ． | エントラント      | ジェントルマンドライバー  | プロドライバー         | 備考 |
| ---------- | ----------------- | ------------------------- | ---------------------- | ---- |
| 3          | INGING MOTORSPORT | FLING RAT（エキスパート） | 石浦宏明               |      |
| 4          | RSS               | 今中大介                  | 安田裕信               |      |
| 7          | J-POINT           | とおる君                  | 坪井翔                 |      |
| 8          | J-POINT           | 田島剛（エキスパート）    | 松田次生               |      |
| 16         | TOMEI SPORT       | 渡邊久和                  | ロニー・クインタレッリ |      |
| 19         | Team Kurosawa     | 髙橋照夫                  | 平手晃平               |      |
| 37         | TOMEI SPORT       | 上野嘉三                  | 中山雄一               |      |
| 50         | B-MAX             | DRAGON（エキスパート）    | 佐々木大樹             |      |
| 55         | KTR               | 佐藤政宏                  | 桧井保孝               |      |

## ポイントシステム
初年度である2013年はプロフェショナルのランキングは賞金ランキングになっており、優勝賞金60万円、1位25万円、3位10万円、4位以下5万円。ポールポジション賞金5万円、ファステストラップ賞金5万円が加算される。2014年シリーズはポイント制となり、以下のとおりのポイントが与えられる。
・予選　1位　2ポイント
・決勝
|         | 1位 | 2位 | 3位 | 4位 | 5位 | 6位 | 7位 | 8位 |
| レース1 | 10  | 8   | 6   | 5   | 4   | 3   | 2   | 1   |
| レース2 | 20  | 16  | 12  | 10  | 8   | 6   | 4   | 2   |

・決勝各レースを通じてのファステストラップに1pt

## 歴代チャンピオン
| 年     | IPSクラス プロドライバー （所属チーム） |
| ------ | --------------------------------------- |
| 2013年 | 平川亮 （RSS インタープロト）           |
| 2014年 | 平川亮 （RSS インタープロト）           |
| 2015年 | 平川亮 （RSS インタープロト）           |
| 2016年 | 中山雄一 （MS☆S Syn駆Racing）           |
| 2017年 | 関口雄飛 （Team Kurosawa GRIT RACING）  |
| 2018年 | ロニー・クインタレッリ （TOMEI SPORTS） |
| 2019年 | 坪井翔 （GR Garage Yokkaichi）          |
| 2020年 | 福住仁嶺 （K-DESIGN）                   |
| 2021年 | 福住仁嶺 （K-DESIGN）                   |
| 2022年 | 坪井翔 （GR GARAGE YOKKAICHI）          |
| 2023年 | 山下健太 （NAVUL）                      |
| 2024年 | 福住仁嶺 （K-DESIGN）                   |

## シリーズ開催

### 2013年
|        | 開催日           | 開催サーキット     | 備考                               |
| ------ | ---------------- | ------------------ | ---------------------------------- |
| 開幕戦 | 6/22(土)～23(日) | 富士スピードウェイ | 富士チャンピオンレースと併催       |
| 第二戦 | 8/24(土)～25(日) | 富士スピードウェイ | 富士チャンピオンレースと併催       |
| 最終戦 | 9/21(土)～22(日) | 富士スピードウェイ | アジアン・ル・マン・シリーズと併催 |

### 2014年
２年目となる2014年は、全戦富士チャンピオンレースとの併催となった。最終戦では、レクサス・IS Fのサーキット専用車両CCS-Rとの混走レースとなり、3台のCCS-Rが出走した。また、「kuruma」の2015モデルが合わせて発表された。
|        | 開催日           | 開催サーキット     | 備考                         |
| ------ | ---------------- | ------------------ | ---------------------------- |
| 開幕戦 | 4/19(土)～20(日) | 富士スピードウェイ | 富士チャンピオンレースと併催 |
| 第二戦 | 6/21(土)～22(日) | 富士スピードウェイ | 富士チャンピオンレースと併催 |
| 第三戦 | 9/20(土)～21(日) | 富士スピードウェイ | 富士チャンピオンレースと併催 |
| 最終戦 | 11/1(土)～2(日)  | 富士スピードウェイ | 富士チャンピオンレースと併催 |

### 2015年
2015年は、SUPER GTの開催スケジュール変更に伴い、当初予定されていたレースカレンダーの大幅な変更が余儀なくされた。
7月には、初の1dayレースとして開催。特別戦として2時間セミ耐久レースが行われる。前年最終戦に引き続き、今季もレクサス・IS F CCS-Rとの混走となる。
|                | 開催日           | 開催サーキット     | 備考                                          |
| -------------- | ---------------- | ------------------ | --------------------------------------------- |
| 第一戦・第二戦 | 5/16(土)～17(日) | 富士スピードウェイ | 富士チャンピオンレースと併催                  |
| 特別戦         | 7/20(月・祝)     | 富士スピードウェイ |                                               |
| 第三戦・第四戦 | 9/26(土)～27(日) | 富士スピードウェイ | ザ・ワンメイクレース祭り2015 富士～秋～と併催 |
| 第五戦・第六戦 | 12/5(土)         | 富士スピードウェイ | 富士チャンピオンレースと併催                  |

### 2016年
|                | 開催日           | 開催サーキット     | 備考                               |
| -------------- | ---------------- | ------------------ | ---------------------------------- |
| 第一戦・第二戦 | 4/2(土)～3(日)   | 富士スピードウェイ | 富士チャンピオンレースと併催       |
| 第三戦・第四戦 | 6/25(土)～26(日) | 富士スピードウェイ | 富士チャンピオンレースと併催       |
| 第五戦・第六戦 | 9/17(土)～18(日) | 富士スピードウェイ | 富士チャンピオンレースと併催       |
| 第七戦・第八戦 | 12/3(土)～4(日)  | 富士スピードウェイ | アジアン・ル・マン・シリーズと併催 |

### 2017年
|                | 開催日            | 開催サーキット     | 備考                               |
| -------------- | ----------------- | ------------------ | ---------------------------------- |
| 第一戦・第二戦 | 5/13(土)～14(日)  | 富士スピードウェイ | 富士チャンピオンレースと併催       |
| 第三戦・第四戦 | 9/16(土)～17(日)  | 富士スピードウェイ | 富士チャンピオンレースと併催       |
| 第五戦・第六戦 | 10/28(土)～29(日) | 富士スピードウェイ | 富士チャンピオンレースと併催       |
| 第七戦・第八戦 | 12/2(土)～3(日)   | 富士スピードウェイ | アジアン・ル・マン・シリーズと併催 |

### 2018年
|                | 開催日            | 開催サーキット     | 備考                         |
| -------------- | ----------------- | ------------------ | ---------------------------- |
| 第一戦・第二戦 | 6/16(土)～17(日)  | 富士スピードウェイ | 富士チャンピオンレースと併催 |
| 第三戦・第四戦 | 8/25(土)～26(日)  | 富士スピードウェイ | 富士チャンピオンレースと併催 |
| 第五戦・第六戦 | 10/6(土)～7(日)   | 富士スピードウェイ | 富士チャンピオンレースと併催 |
| 第七戦・第八戦 | 11/17(土)～18(日) | 富士スピードウェイ | 富士チャンピオンレースと併催 |

### 2019年
|                | 開催日            | 開催サーキット     | 備考                         |
| -------------- | ----------------- | ------------------ | ---------------------------- |
| 第一戦・第二戦 | 5/11(土)～12(日)  | 富士スピードウェイ | 富士チャンピオンレースと併催 |
| 第三戦・第四戦 | 8/31(土)～9/1(日) | 富士スピードウェイ | 富士チャンピオンレースと併催 |
| 第五戦・第六戦 | 10/19(土)～20(日) | 富士スピードウェイ | 富士チャンピオンレースと併催 |
| 第七戦・第八戦 | 11/16(土)～17(日) | 富士スピードウェイ | 富士チャンピオンレースと併催 |

### 2020年
|                | 開催日           | 開催サーキット     | 備考                         |
| -------------- | ---------------- | ------------------ | ---------------------------- |
| 第一戦・第二戦 | 7/4(土)          | 富士スピードウェイ | 富士チャンピオンレースと併催 |
| 第三戦・第四戦 | 7/25(土)～26(日) | 鈴鹿サーキット     |                              |
| 第五戦・第六戦 | 11/23(月・祝)    | 富士スピードウェイ |                              |
| 第七戦・第八戦 | 2021/1/30(土)    | 富士スピードウェイ |                              |

### 2021年
|                | 開催日            | 開催サーキット     | 備考                         |
| -------------- | ----------------- | ------------------ | ---------------------------- |
| 第一戦・第二戦 | 6/5(土)～6(日)    | 富士スピードウェイ | 富士チャンピオンレースと併催 |
| 第三戦・第四戦 | 7/24(土)～25(日)  | 鈴鹿サーキット     | 鈴鹿クラブマンレースと併催   |
| 第五戦・第六戦 | 9/25(土)～26(日)  | 富士スピードウェイ |                              |
| 第七戦・第八戦 | 12/11(土)～12(日) | 富士スピードウェイ | 富士チャンピオンレースと併催 |

### 2022年
|                | 開催日                 | 開催サーキット     | 備考                         |
| -------------- | ---------------------- | ------------------ | ---------------------------- |
| 第一戦・第二戦 | 5月14日(土)・15日(日)  | 富士スピードウェイ | 富士チャンピオンレースと併催 |
| 第三戦・第四戦 | 10月22日(土)・23日(日) | 富士スピードウェイ | 富士チャンピオンレースと併催 |
| 第五戦・第六戦 | 11月12日(土)・13日(日) | 富士スピードウェイ | 富士チャンピオンレースと併催 |
| 第七戦・第八戦 | 12月10日(土)・11日(日) | 富士スピードウェイ | 富士チャンピオンレースと併催 |

### 2023年
|                | 開催日                 | 開催サーキット     | 備考                         |
| -------------- | ---------------------- | ------------------ | ---------------------------- |
| 第一戦・第二戦 | 5月13日(土)・14日(日)  | 富士スピードウェイ | 富士チャンピオンレースと併催 |
| 第三戦・第四戦 | 7月22日(土)・23日(日)  | 富士スピードウェイ | 富士チャンピオンレースと併催 |
| 第五戦・第六戦 | 9月23日(土)・24日(日)  | 富士スピードウェイ | 富士チャンピオンレースと併催 |
| 第七戦・第八戦 | 11月25日(土)・26日(日) | 富士スピードウェイ | 富士チャンピオンレースと併催 |

### 2024年
|                        | 開催日                       | 開催サーキット     | 備考                                      |
| ---------------------- | ---------------------------- | ------------------ | ----------------------------------------- |
| 第一戦・第二戦         | 5月11日(土)・12日(日)        | 富士スピードウェイ | 富士チャンピオンレースと併催              |
| 第三戦・第四戦         | 8月17日(土)・18日(日)        | 富士スピードウェイ | 富士チャンピオンレースと併催              |
| 第五戦・第六戦         | 10月5日(土)・6日(日)         | 富士スピードウェイ | 富士チャンピオンレースと併催              |
| 第七戦・第八戦（中止） | 12月7日(土)・8日(日)（予定） | 富士スピードウェイ | SUPER GT第5戦代替戦との日程調整に伴い中止 |
| 第七戦・第八戦（代替） | 12月21日(土)・22日(日)       | 富士スピードウェイ | 富士チャンピオンレースと併催              |

## レース放送

### 衛星放送
開催初年度よりJ SPORTSで毎レースのダイジェスト放送（30分）がオンエアされている。

### インターネット放送
2013年の開幕戦、第二戦では出走各車のオンボードカメラからの映像がUstreamにて配信された。